# Diacetonketogulonsäure
Diacetonketogulonsäure wird als Wachstumsregulator verwendet, es fällt u. a. bei der Produktion von Ascorbinsäure an.

## Synthese
Dikegulac entsteht aus 2-Keto-L-gulonsäure und 2,2-Dimethoxypropan.

## Verwendung
Dikegulac wird unter dem Handelsnamen Atrinal als Wachstumsregler eingesetzt. Er sorgt für eine Wachstumshemmung bei vielen Pflanzen, darunter Gräsern. Bei Topfazaleen, Fuchsien und Verbenen und vielen anderen Pflanzen hemmt der Wirkstoff das Wachstum der Hauptachse und wird deshalb zum Erzielen eines buschigeren Wachstums verwendet.

## Zulassung
Die EU-Kommission entschied 2002, Dikegulac nicht in das Verzeichnis der in Anhang I der Richtlinie 91/414/EWG aufgenommenen Wirkstoffe aufzunehmen, damit ist die Verwendung in Pflanzenschutzmitteln in der EU nicht zulässig. In Deutschland durfte es noch bis Mitte 2007 bei Zierpflanzen unter Glas verwendet werden.
In der Schweiz, Deutschland und Österreich sind keine Pflanzenschutzmittel mit diesem Wirkstoff zugelassen. In den USA sind Pflanzenschutzmittel mit Dikegulac zugelassen.

## Ginkgogate
Im Jahre 2008 setzte die Forstverwaltung von Washington, D.C. erstmals großflächig Dikegulac an Stelle des bis anhin verwendeten Chlorprophams zur Verhinderung der Fruchtbildung an den zahlreichen Ginkgobäumen der Stadt ein. Dieses zeigte aber, wohl auf Grund des ungeeigneten Ausbringungszeitraums, nicht den gewünschten Effekt, weshalb im Herbst 2008 eine große Anzahl der butter- und capronsäurehaltigen Früchte heranreifte und für einen unangenehmen Geruch sorgten. Von den lokalen Medien wurde der Vorfall als „Ginkgogate“ betitelt.